# وی‌ته
وی‌ته (به هلندی: Witten) یک منطقهٔ مسکونی در هلند است که در آسن واقع شده‌است.